# Sagarika Ghatge

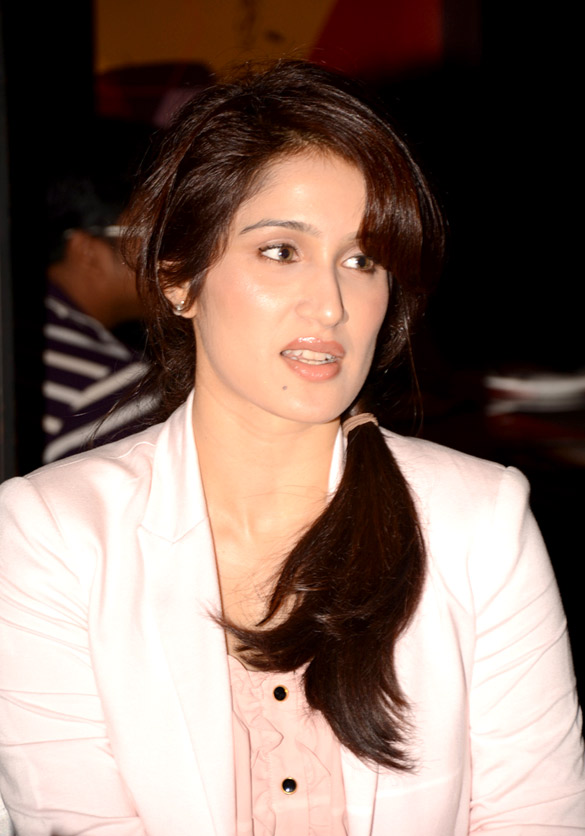
Sagarika Ghatge, Juli 2012

Sagarika Ghatge (* 8. Januar 1986 in Kolhapur, Maharashtra) ist ein indisches Model und Schauspielerin.

## Leben
Ghatge wurde 1986 als Tochter des Schauspielers Vijayendra Ghatge in Kolhapur geboren, wo sie die ersten acht Jahre ihrer Kindheit lebte. Danach zog sie mit ihrer Familie nach Ajmer, besuchte die Mayo College Girls School und absolvierte später eine Schauspielausbildung.
Im Jahr 2007 wurde Ghatge durch die Indische Hockeynationalmannschaft der Damen bekannt und erhielt ihre erste Rolle in dem Sportfilm Chak De! India – Ein unschlagbares Team. Sie arbeitet außerdem für verschiedene Modemagazine.
Im Jahr 2017 heiratete Ghatge den Cricketspieler Zaheer Khan. Sie hat eine Schwester und einen Bruder.

## Filmografie
- 2007: Chak De! India – Ein unschlagbares Team
- 2009: Fox
- 2011: Miley Naa Miley Hum
- 2012: Rush
- 2013: Premachi Goshta
- 2015: Jee Bhar Ke Jee lee
- 2015: Dildariyaan